# SNR G127.1+00.5
SNR G127.1+00.5, llamado también G127.1+0.5 y R5, es un resto de supernova que se localiza en la constelación de Casiopea.

## Morfología
Las características de SNR G127.1+00.5 en banda de radio son bien conocidas. Se aprecia una morfología de cáscara o caparazón bastante circular que alcanza su punto máximo en el sector norte-noreste.
Observaciones milimétricas de CO han permitido descubrir un filamento molecular con dos partes diferenciadas: una parte recta que sale del resto de supernova y una parte curva dentro del remanente. Esta última parte coincide con el brillante caparazón detectado en el infrarrojo medio y en el continuo de radio a 1420 MHz en la región noreste.
Igualmente, se ha detectado emisión difusa en el espectro visible procedente de SNR G127.1+00.5, pero las observaciones llevadas a cabo por los telescopios Chandra y ROSAT no han encontrado una emisión equivalente en rayos X.
Por otra parte, no se ha podido identificar ningún objeto compacto (CCO) asociado a este resto de supernova.

## Edad y distancia
SNR G127.1+00.5 tiene una edad estimada de 20 000 - 30 000 años, aunque de acuerdo a otras estimaciones su antigüedad podría alcanzar los 43 000 años.
No se conoce con certeza la distancia a la que se encuentra este remanente. Es inferior a 2900 pársecs —valor obtenido a partir de objetos asociados y por su cinemática—, y varios estudios sitúan a SNR G127.1+00.5 a 1150 o 1300 pársecs, esta último valor inferido por su posible asociación con el cúmulo abierto NGC 559.